# Pan Fengzhen
Pan Fengzhen je kineska hokejašica na travi. Igra na mjestu vratarke.
Svojim igrama je izborila mjesto u kineskoj izabranoj vrsti. 

## Sudjelovanja na velikim natjecanjima
Na SP-u 2002. je osvojila brončano odličje, a na OI 2008. je osvojila srebrno odličje.